# Lloyd & Plaister
Die Lloyd & Plaister Ltd. war ein britischer Automobilhersteller, der von etwa 1903 bis 1910 in London ein PKW-Modell und verschiedene Nutzfahrzeuge baute.
Die Konstruktionen waren solide, aber keines der Modelle erreichte große Stückzahlen. 1910 stellte man den Automobilbau ein.

## Quelle
- David Culshaw, Peter Horrobin: The Complete Catalogue of British Cars 1895–1975. Veloce Publishing, Dorchester 1999, ISBN 1-874105-93-6.